# سرحان حسين العلي
سرحان حسين علي ذياب درويش الزبيدي من عرب الصقر، ولد في قرية الحمرا في بيسان، اشترك في الثورة الفلسطينية الكبرى (1936-1939م) واستشهد بالقرب من كوكب الهوى عام 1938م.

## مشاركته في الثورة
انضم إلى صفوف الشيخ محمد الحنفي (مصري)، وكان اسمه الحركي سرحان، واشترك معه في معركة وادي المِلح، وساعد في تأسيس فصيل مسلح في منطقة بيسان باسم «فصيل طارق بن زياد»، وفي 26 أيار 1936م هاجم مدينة بيسان في محاولة لإخراج السجناء السياسيين والاستيلاء على الأسلحة.
قاد فصيل الصقر الذي تولى الثورة في منطقة بيسان. تمكن من اغتيال مدير المستعمرات الصهيونية في منطقة بيسان المدعو «حاييم» بطلقة واحدة من بندقيته الألمانية مستغلا براعته في القنص، حيث كمن له غربي نهر الأردن ببضع مئات من الأمتار على جانب الدرب الترابي الذي يربط مدينة بيسان بالنهر، وما أن وصلت سيارة مدير المستعمرات إلى مئة متر من الكمين حتى دوت طلقة سرحان لتغور في عنق «حاييم».[بحاجة لمصدر]
اعتمد سرحان في إرسال التقارير العسكرية والمطلبية إلى قيادة الثورة في مدينة دمشق على عبد الرحمن نويران. هاجم مقرات الجيش وشرطة الانتداب البريطانية؛ استهدف خطوط إمداد الجيش البريطاني ودمر سكة الحديد الذي يمر بالقرب من بيسان. في شهر تموز 1936م تمكن ورجاله من سكب الشحم على فضلا سكة القطار عند أحد المنعطفات بين بيسان وجسر المجامع؛ فتدهورت ثلاث مقطورات وتمكن الثوار من الاستيلاء على بضائع وأسلحة. وخاض معركة العاصي (منطقة الساخنة) قرب مدينة بيسان حيث قنص جندي يعتلي دبابة واستولى على رشاشه فيما تولى ثوار الصقور قتل جنود كانوا يسبحون.

## استشهاده
استهدف ورجاله الجسور واحرقوا خط أنابيب الموصل-حيفا في معركة نسف أنبوب النفط الذي يخدم بريطانيا والممتد من مدينة كركوك العراق حتى مدينة حيفا العربية بفلسطين. في منتصف ليلة 23 آب 1938 اشتبك سرحان ورجال الصقر مع سرية لجيش الاحتلال البريطاني بين قريتي دنة وكوكب الهوا شمال بيسان عند الشيخ دانيال بعد عملية نسف انابيب البترول في المنطقة، وفي هذه الحادثة أصيب سرحان إصابة قوية شفي منها لاحقاً.
استمرت معارك سرحان وفصيله مع الانتداب، إلى أن ارتقى شهيداَ نهاية عام 1938، وأعلنت السلطات الإنجليزية عن اسمه في بيان رسمي منشور بالصحف، ودفن في فقوعة.

## مرثية
كما خُلد ادبياً من خلال قصيدة الشاعر توفيق زياد «سرحان والماسورة» والتي لحنها حسين نازك وغنائها من قبل فرقة العاشقين الفلسطينية.